# Tororo
Tororo is de hoofdplaats van het district Tororo in het oosten van Oeganda. Tororo telde in 2002 bij de volkstelling 42.473 inwoners.
Tororo is sinds 1999 de zetel van een rooms-katholiek aartsbisdom.